# Pronleroy
Pronleroy település Franciaországban, Oise megyében. Lakosainak száma 370 fő (2022. január 1.). Pronleroy Angivillers, Cernoy, Cressonsacq, Erquinvillers, Léglantiers, Lieuvillers, Montiers, La Neuville-Roy és Noroy községekkel határos.

## Népesség
A település népességének változása:
| Lakosok száma | 393  | 388  | 397  | 382  | 379  | 377  | 374  | 371  | 370  |
|               | 2013 | 2015 | 2016 | 2017 | 2018 | 2019 | 2020 | 2021 | 2022 |